# Háromszéki-havasok
A Háromszéki-havasok (románul: Munții Vrancei) a Kárpátkanyar legészakibb része Romániában, Kovászna megye, Vrancea megye és Buzău megye határán. Az Ojtozi-szorostól (866 m) a Bodzafordulói-hegyekig és a Kis-Bászka völgyéig terjed. Határos hegységei még a Nemere-hegység északon, a Bodzai-havasok délen. Legmagasabb pontja a Gór-havas (1783 m). A Háromszéki-havasok része a Berecki-havasok (Munții Brețcului vagy Munții Lacauti-Goru), a Musátó (Munții Lepșei), a Szép-Zbojna (Munții Zboina Frumoasă), a Fekete-Zbojna (Munții Zboina Neagră), valamint a Furu (Munții Furu) és a Koza (Masivul Coza) hegycsoportja.

## Domborzat

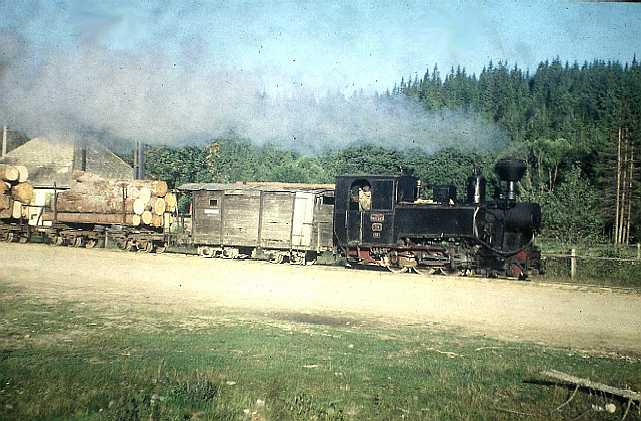
Erdei vasút Komandónál

A hegység négy csúcsa haladja meg az 1700 m-es magasságot: a Gór-havas (1783 m), a Lakóca (1777 m), az Arisoara (1725 m) és a Giurgiu (1721 m). Ezek képezik Kovászna megye és Vráncsa megye legmagasabb pontjait. A domborzat három szintre tagolódik: 
- alsó szint (1300 m alatt): az éves átlaghőmérséklet 4-6 °C, a csapadékmennyiség 700-900 mm/év, fenyvesek és bükkösök vannak jelen.
- középső szint (1300 – 1500 m): a kiterjedt fenyvesek övezete. Az éves átlaghőmérséklet 2-4 °C, a csapadékmennyiség 800-1000 mm/év.
- felső szint (1500 – 1750 m): az éves átlaghőmérséklet 2 °C, a csapadékmennyiség meghaladja az 1000 mm évenként, gyér erdők.

## Növényzet
A fakitermelés a Háromszéki-havasokban a 20. században öltött nagyobb méreteket. 1900-ban az erdők összterülete 145.000 hektár volt. Az erdőtelepítés csak a második világháború után indult meg. Jelenleg a hegység 70%-át, 115 ezer hektárt borítanak erdők.

## Népesség, települések
A Háromszéki-havasok nyugati lábánál, a Felső-háromszéki-medencében fekszenek az egykori Háromszék vármegye ma is többségében székely települései: Bereck, Ozsdola, Gelence, Zabola, Kovászna és Zágon. Itt található még Kovászna megye legmagasabban fekvő települése, Komandó.
A hegység keleti lábánál fekszik Nereju, Paltin, Tulnici, Vrâncioaia.

## Természetvédelem

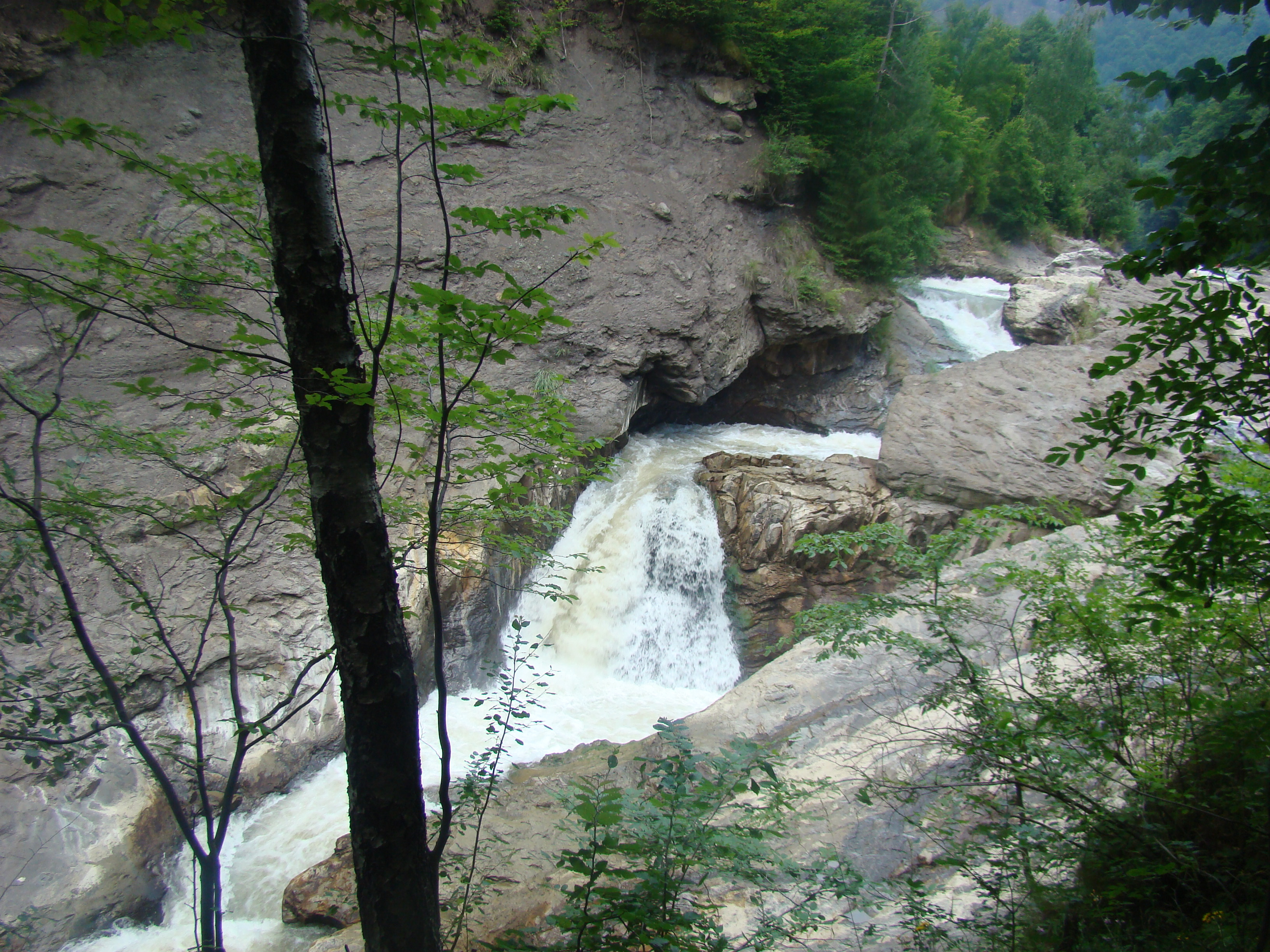
Putna-vízesés

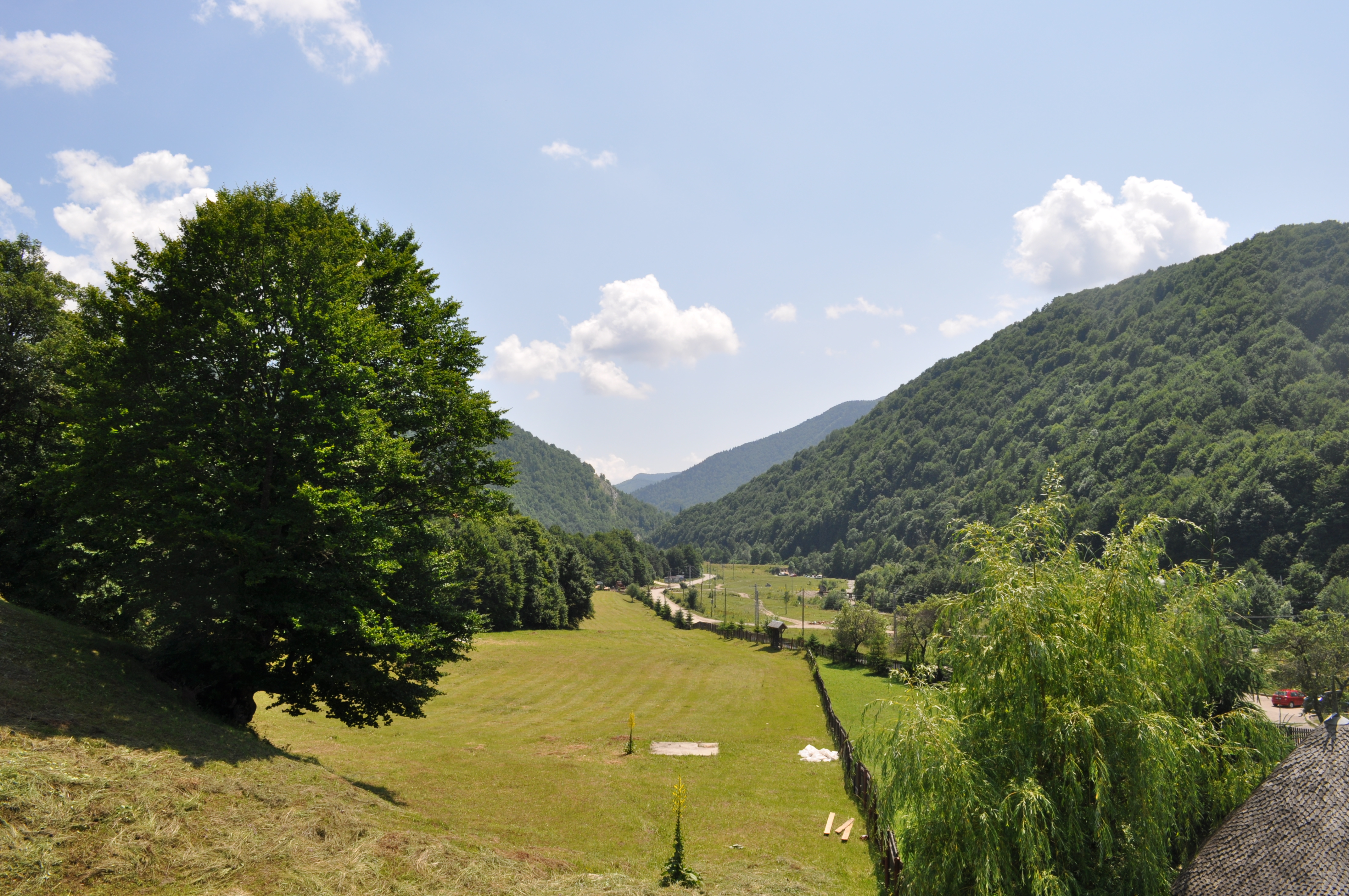
Völgy Lepșa közelében

A Putna-Vráncsa Natúrpark egy Natura 2000-es védettségű terület a Putna folyó felső szakaszának a völgyében. Medvék és farkasok lakóhelye. Itt található a Putna-vízesés és a Tisica-patak festői szurdokvölgye. Ozsdola vagy Foksány felől közelíthető meg.

## Külső hivatkozások
- A Berecki-havasok turistatérképe
- A Háromszéki-havasok turistatérképe